# Neprijateljski vihori
Neprijateljski vihori (rus. Вихри враждебные) je sovjetski biografsko-povijesni film snimljen 1953. u režiji Mihaila Kalatozova. Radnja filma prikazuje prvih nekoliko godina postojanja sovjetske države, prije svega iskušenja vezana uz unutrašnjeg neprijatelja (ustanak lijevih esera), kriminal, obnovu i izgradnju željezničke mreže i borbu protiv "revizionističkih" frakcija u Partiji. Protagonist, koga tumači Vladimir Jemeljanov, je Feliks Dzeržinski, revolucionarni vođa koji će postati poznat kao osnivač sovjetske tajne policije Čeke. Kao i kod mnogih filmova na tu temu, godine 1956. su tokom procesa destaljinizacije isječene scene u kojima se pojavljuje Staljin (koga glumi Mikheil Gelovani).

## Uloge
- Mihail Kondratjev ... Vladimir Lenjin
- Vladimir Jemeljanov ... Feliks Dzeržinski
- Leonid Ljubaševski ... Jakov Sverdlov
- Vladimir Solovjov ... Mihail Kalinjin
- Mikheil Gelovani ... Josif Staljin (scene naknadno izbrisane)
- Ivan Ljubeznov
- Ala Larionova
- Viktor Avdjuško
- Georgij Jumatov
- Vladimir Boriskin
- Oleg Žakov
- Nikolaj Gricenko
- Andrej Popov
- Klara Lučko

## Vanjske poveznice
- Neprijateljski vihori u internetskoj bazi filmova IMDb-u (engl.)